# Michael Klueh
Michael Klueh, né le 15 mars 1987 à Evansville (Indiana), est un nageur américain, spécialiste de nage libre.

## Carrière
Lors des championnats du monde en petit bassin 2012, il a remporté la médaille d'or au relais 4 × 200 nage libre avec Ryan Lochte, Conor Dwyer et Matt McLean et terminé cinquième au 400 m nage libre.

## Palmarès

### Championnats du monde

#### Grand bassin
- Championnats du monde 2013 à Barcelone (Espagne) : 
  -  Médaille d'or du relais 4 × 200 m nage libre[1]
- Championnats du monde 2015 à Kazan (Russie) : 
  -  Médaille d'argent du relais 4 × 200 m nage libre[1]

#### Petit bassin
- Championnats du monde en petit bassin 2012 à Istanbul (Turquie) :
  -  Médaille d'or du relais 4 × 200 m nage libre